# Cimarron (Nowy Meksyk)
Cimarron – wieś w Stanach Zjednoczonych, w stanie Nowy Meksyk, w hrabstwie Colfax.